# Teuthidodrilus samae
Teuthidodrilus samae is een borstelworm uit de familie Acrocirridae. Het is de enige bekende soort van het geslacht Teuthidodrilus.
De wetenschappelijke naam van de soort werd in 2011 gepubliceerd door Osborn, Madin & Rouse.

## Leefomgeving
T. samae komt voor in het westen van de Celebeszee, een zee tussen Indonesië en de Filipijnen. De zee is afgescheiden van omringende zeeën en staat bekend om zijn hoge biodiversiteit Hij werd gevonden op een diepte van 3.000 meter en leeft zo'n 100 meter boven de zeebodem.

## Kenmerken
De soort wordt zo'n 94 mm lang. Hij heeft vooraan het lijf tot 10 aanhangsels die zo lang of langer zijn dan het lichaam. Deze aanhangsels zijn een combinatie van verlengde kieuwen en gevoelsorganen. Mogelijk worden ze gebruikt om detritus dat van het oppervlak komt uit het water te plukken. Vooraan staan 6 paar vertakkende aanhangsels. Hij heeft vooraan ook een paar peddelvormige tastorganen. Hij beweegt zich voort met 25 of meer paar spadevormige haren die op beide flanken van zijn platte lichaam staan. Hij leeft van plankton. Jonge exemplaren zijn nagenoeg doorzichtig, de volwassen exemplaren zijn donkerbruin en hebben een gelatineachtige laag.
De soort behoort tot de benthische borstelwormen, maar leeft in een bethisch-pelagische overgangszone.